# Cá răng nanh thông thường
Anoplogaster cornuta là một loài cá biển sâu sống trong vùng biển nhiệt đới và ôn đới toàn cầu. Nó xuất hiện ở nơi có độ sâu từ 2 đến 5.000 mét (10 đến 16.400 ft), con trưởng thành thường ở trong khoảng 500 đến 5.000 mét (1.640 đến 16.400 ft) còn con non bơi gần bề mặt nước. Loài này đạt đến tổng chiều dài 18 cm (7 in). Dù là thức ăn của nhiều loài cá tầng biển khơi, A. cornuta không có giá trị thức ăn hay kinh tế với con người.

## Mô tả
A. cornuta có bề ngoài khác biệt, đạt đến chiều dài 18 cm (7 in). Cá trưởng thành màu nâu sậm hay đen, đầu rất to, xương xẩu nhưng không có gai. Mắt nhỏ, rìa mang có mấu như răng. Thân mình rộng nhất theo chiều dọc chỗ ngay sau mang, hẹp gần về đuôi. Mồm chúng có răng sắc. Vây lưng không có tia gai, chỉ có 17-20 tia mềm, vây hậu môn có 7-9 tia mềm. Đường bên có dạng một rãnh mỏ, có chỗ bị vảy che lấp. Nhiều loài cá biển sâu thiếu bong bóng bơi, nhưng A. cornuta có.
Con non rất khác con trưởng thành, đến nỗi có thời chúng bị cho là hai loài khác nhau. Con non được mô tả lần đầu dưới tên Anoplogaster cornuta bởi nhà động vật học Pháp Achille Valenciennes năm 1833, rồi 50 năm sau con trưởng thành mới được mô tả và đặt tên Caulolepis longidens. Đến 1955 người ta mới nhận ra hai loài này là một. Con non màu lợt hơn và có dáng "tam giác hơn" theo tiết diện. Chúng có nhiều gai dài trên đầu, răng nhỏ và thiếu nanh của con trưởng thành. Da thiếu sắc tổ, phủ vảy thiếu sắc tố, nhưng lại có một mảng đen trên bụng. Khi chúng lớn lên, chúng tối màu dần cho vảy đen che phủ lớp da vẫn thiếu sắc tố của chúng.

## Hành vi
A. cornuta ăn các loài cá khác, động vật giáp xác và động vật chân đầu. Bản thân chúng lại là con mồi của cá ngừ đại dương, cá maclin và cá ngừ vây dài. Chúng thường bơi theo nhóm nhỏ, dù cũng có thể sống đơn độc. Ở ngoài khơi bờ tây Bắc Mỹ, chúng có lẽ sinh đẻ vào mùa hè. Đây là loài đẻ trứng và con non sống phù du. Từ nghiên cứu sỏi thính giác, có vẻ chúng có tuổi thọ ít nhất ba năm.